# Olympische Sommerspiele 2004/Teilnehmer (Zypern)
| Gelbes Symbol für Goldmedaillen mit stilisierten Olympischen Ringen | Graues Symbol für Silbermedaillen mit stilisierten Olympischen Ringen | Braundes Symbol für Bronzemedaillen mit stilisierten Olympischen Ringen |
| ------------------------------------------------------------------- | --------------------------------------------------------------------- | ----------------------------------------------------------------------- |
| —                                                                   | —                                                                     | —                                                                       |

Zypern nahm bei den Olympischen Sommerspielen in der griechischen Hauptstadt Athen mit 20 Sportlern, sieben Frauen und dreizehn Männern, teil.
Seit 1980 war es die siebte Teilnahme Zyperns bei Olympischen Sommerspielen.

## Flaggenträger
Der Schütze Giorgos Akhilleos trug die Flagge Zyperns während der Eröffnungsfeier im Olympiastadion.

## Teilnehmer nach Sportarten

### Judo
- Christodoulos Christodoulides
Leichtgewicht: in der 1. Runde ausgeschieden

### Leichtathletik
- Kyriakos Ioannou
Hochsprung: 18. Platz in der Qualifikation
- Prodromos Katsantonis
100 Meter: Vorläufe
- Anninos Markoullidis
200 Meter: Vorläufe
- Anna Foitidou
Frauen, Stabhochsprung: 24. Platz in der Qualifikation
- Marilia Grigoriou
Frauen, 200 Meter: Viertelfinale
- Andri Sialou
Frauen, 400 Meter: Halbfinale
- Eleni Teloni
Frauen, Hammerwerfen: in der Qualifikation ausgeschieden

### Radsport
- Elina Sofokleous
Frauen, Mountainbike, Cross Country: 24. Platz

### Schießen
- Georgios Achilleos
Skeet: 8. Platz
- Andonis Nikolaidis
Skeet: 21. Platz

### Schwimmen
- Alexandros Aresti
100 Meter Freistil: 38. Platz
200 Meter Freistil: 44. Platz
- Giorgos Dimitriadis
200 Meter Lagen: 48. Platz
- Kyriakos Dimosthenous
100 Meter Brust: 46. Platz
- Khrysanthos Papakhrysanthou
50 Meter Freistil: 45. Platz
- Maria Papadopoulou
Frauen, 100 Meter Schmetterling: 29. Platz

### Segeln
- Andreas Kariolou
Disziplin: Windsurfer: 13. Platz
- Kharis Papadopoulos
Laser: 28. Platz
- Giavriella Khatzidamianou
Frauen, Windsurfer: 21. Platz

### Tennis
- Markos Pagdatis
Einzel: 17. Platz